# Демофонт (син Келея)
Демофонт (грец. Δημοφών) — син елевсінського володаря Келея та його дружини Метаніри.
Деметра, яка шукала Персефону, прибувши до Елевсіну, стала годувальницею новонародженого Д. Бажаючи зробити свого вихованця безсмертним, богиня потай від його матері клала хлопчика у вогонь. Захоплена зненацька Метанірою при таємничому обряді, Деметра вийняла дитину з вогню і відкрила себе. Демофонт залишився смертним, але оскільки його годувала богиня, він користувався шаною в елевсінському культі.
Згодом культ Демофонта був витіснений культом Триптолема (за пізнішими версіями, Демофонт згорів, коли Деметра поклала його у вогонь). Образ Демофонта відтворено в однойменній опері українського композитора М. Березовського;